# Фруктовые кнедлики
Фруктовые кнедлики — мучное блюдо, встречающееся в чешской, австрийской и польской кухнях. Кнедлики могут быть приготовлены из дрожжевого, картофельного или творожного теста. В качестве начинки могут выступать различные фрукты и ягоды: персик, черника, голубика, абрикос, земляника, земляника садовая, клубника и т. д. На конечном этапе приготовления кнедлики варятся некоторое время в кипящей воде. На стол подаются тёплые кнедлики, посыпанные тёртым творогом, сахаром и политые топлёным маслом. Кнедлики можно приготовить и с другими начинками и в этом случае они будут называться фаршированными кнедликами. В некоторых областях Чешской Республики готовят так называемые «рваные кнедлики». По сути, они представляют собой сваренные в воде кусочки теста.

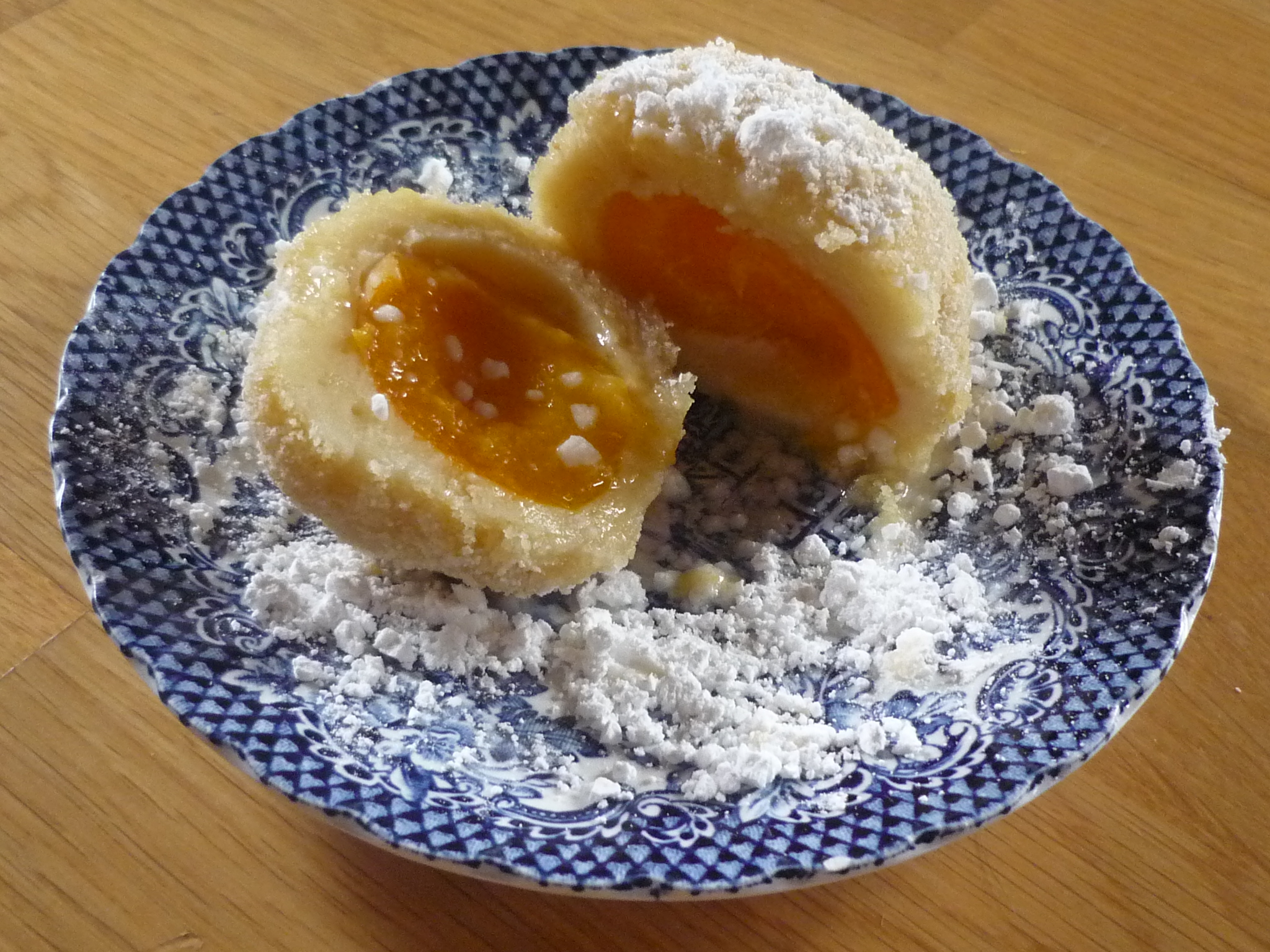
Абрикосовые клёцки — мельшпайзе австрийской кухни